# أندرياس مات
أندرياس مات (بالألمانية: Andreas Matt)‏ هو متزحلق حر نمساوي، ولد في 19 أكتوبر 1982 في Zams ‏ في النمسا.

## وصلات خارجية
- الموقع الرسمي
- أندرياس مات على موقع الاتحاد الدولي للتزلج (التزلج الحر) (الإنجليزية)
- أندرياس مات على موقع أوليمبيديا (الإنجليزية)